# قصیده برده

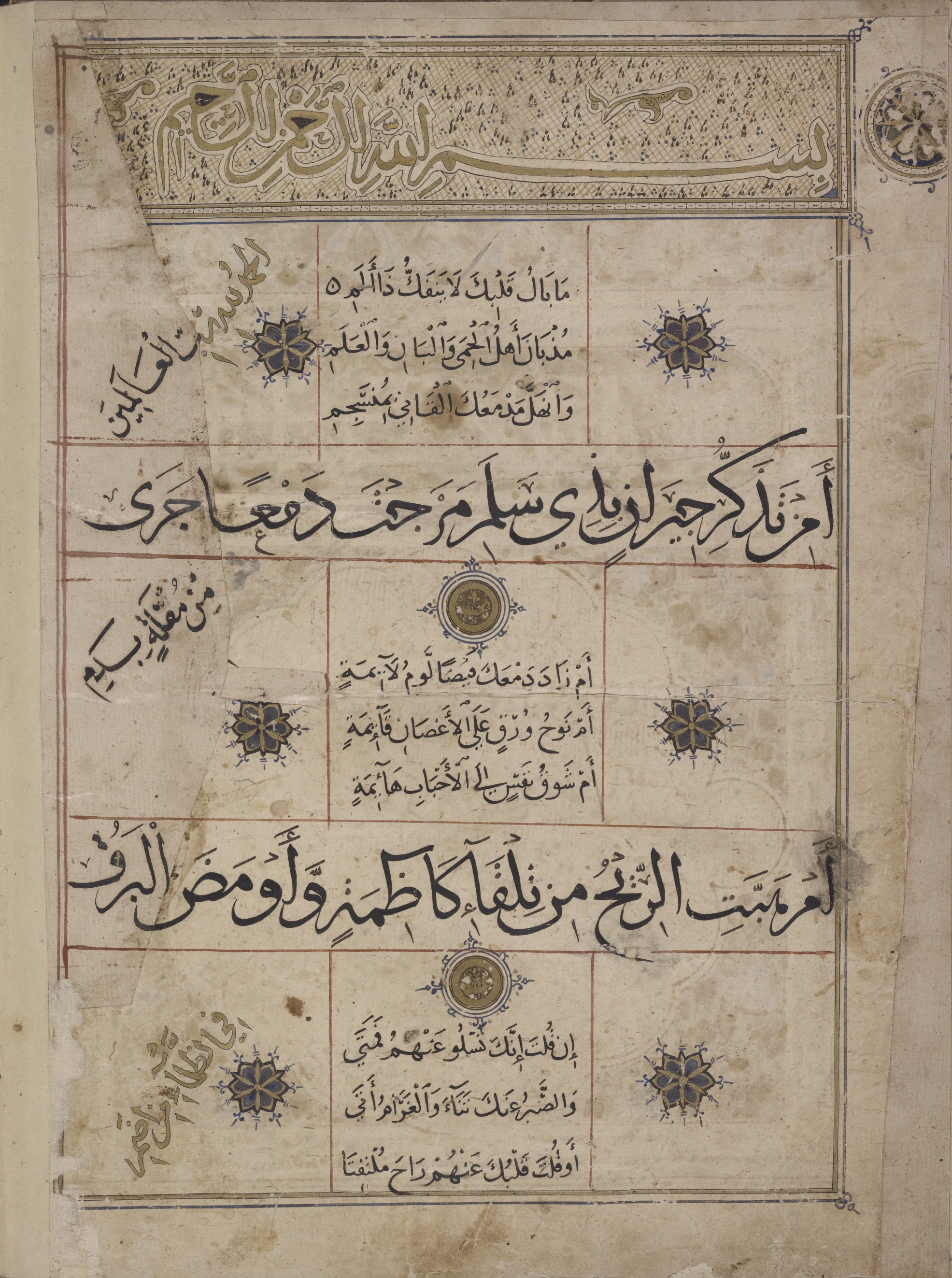
ابیات ابتدایی قصیده بردة بوصیری

قصیده بردة یا به زبان عربی قصیدة البُردة و همچنین الکواکب الدریَّة فی مدح خیر البریة، یکی از مشهورترین سروده‌ هایی در مدح پیامبر اسلام محمد بن عبدالله است که اثری از محمد بن سعید بوصیری است. بسیاری از بزرگان ادبیات عرب معتقدند که این قصیده، بهترین شعر در حوزه مدیح نبوی به حساب می‌آید. حتی برخی معتقند که این شعر، بهترین قصیده مدح در ادبیات عرب است. این قصیده در بلاد اسلامی شهرت بسزایی دارد به گونه‌ای که برخی از مسلمانان هر شب جمعه این شعر را هم‌خوانی می‌کنند. برای خواندن این شعر، مجالسی به پا می‌شود که به «مجالس البردة الشریعه» شهرت دارد. زکی مبارک دربارهٔ این قصیده می‌گوید: «بوصیری از بابت این قصیده، استاد بسیاری از مسلمانان محسوب می‌شود؛ چرا که در این شعر، ادب، تاریخ و اخلاق آموزش داده می‌شود…» با این حال برخی از علماء سلفی، به اینکه در قصیده بردة بوصیری حاوی غلو در مدح محمد بن عبدالله است، نقدهایی را وارد کرده‌اند.

## هدف از سرودن

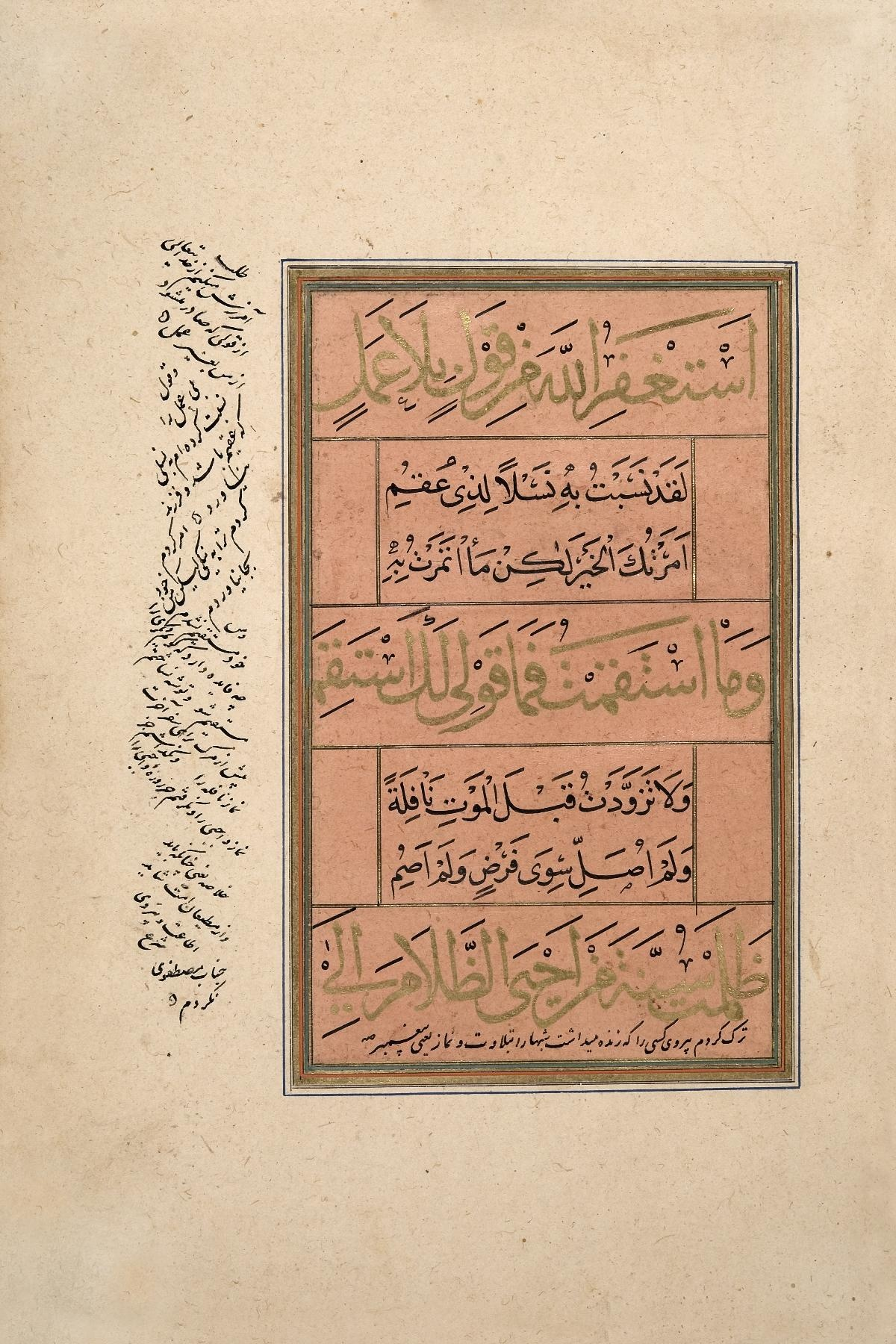
برده منسوب به احمد نیریزی

بوصیری هدفش را از انشاء این قصیده چنین شرح می‌دهد: «من شعرهایی را در ستایش رسول خدا ترتیب داده بودم، از جمله آنچه توسط زین‌الدین یعقوب بن زبیر به من پیشنهاد شده بود، پس از آن دچار بیماری شدم که نیمی از بدنم از کار افتاد، پس تصمیم گرفتم که قصیده‌ای را ترتیب بدهم که به واسطه آن از خداوند شفا را خواستم. پس دعا کردم و توسل جستم و در نهایت به خواب رفتم، در خواب رسول‌الله را دیدم و ایشان، دست مبارکش را به صورت من کشید و لباسی (بردة) را به من داده و از خواب بیدار شده و سلامتی را در خود یافتم. پس از خانه خود خارج شدم و کسی از این ماجرا اطلاع نداشت؛ پس فقیری را دیدم که به نزدم آمد و به من گفت که قصیده‌ای را که در مدح رسول‌الله داری برایم بخوان. از او پرسیدم کدام قصیده را می‌گویی؟ گفت: همانی که در مرضت سروده‌ای؛ همانی که اینگونه شروع می‌شود: والله انی سمعتها البارحة و هی تنشد بین یدی رسول‌الله صلی الله علیه و آله…»

## بخشی از قصیده
| محمد سید الکونین والثقلیـ    |  | ـن والفریقین من عرب ومن عجمِ    |
| نبینا الآمرُ الناهی فلا أحدٌ   |  | أبر فی قولِ لا منه ولا نعم      |
| هو الحبیب الذی ترجی شفاعته   |  | لکل هولٍ من الأهوال مقتحم       |
| دعا إلی الله فالمستمسکون به  |  | مستمسکون بحبلٍ غیر منفصم        |
| فاق النبیین فی خلقٍ وفی خُلُقٍ   |  | ولم یدانوه فی علمٍ ولا کرم      |
| وکلهم من رسول‌الله ملتمسٌ      |  | غرفاً من البحر أو رشفاً من الدیمِ |
| وواقفون لدیه عند حدهم        |  | من نقطة العلم أو من شکلة الحکم |
| فهوالذی تم معناه وصورته      |  | ثم اصطفاه حبیباً بارئُ النسم     |
| منزهٌ عن شریکٍ فی محاسنه       |  | فجوهر الحسن فیه غیر منقسم      |
| دع ما ادعثه النصاری فی نبیهم |  | واحکم بما شئت مدحاً فیه واحتکم  |
| وانسب إلی ذاته ما شئت من شرف |  | وانسب إلی قدره ماشئت من عظم    |
| فإن فضل رسول‌الله لیس له      |  | حدٌّ فیعرب عنه ناطقٌ بفم          |

## اجزاء قصیده

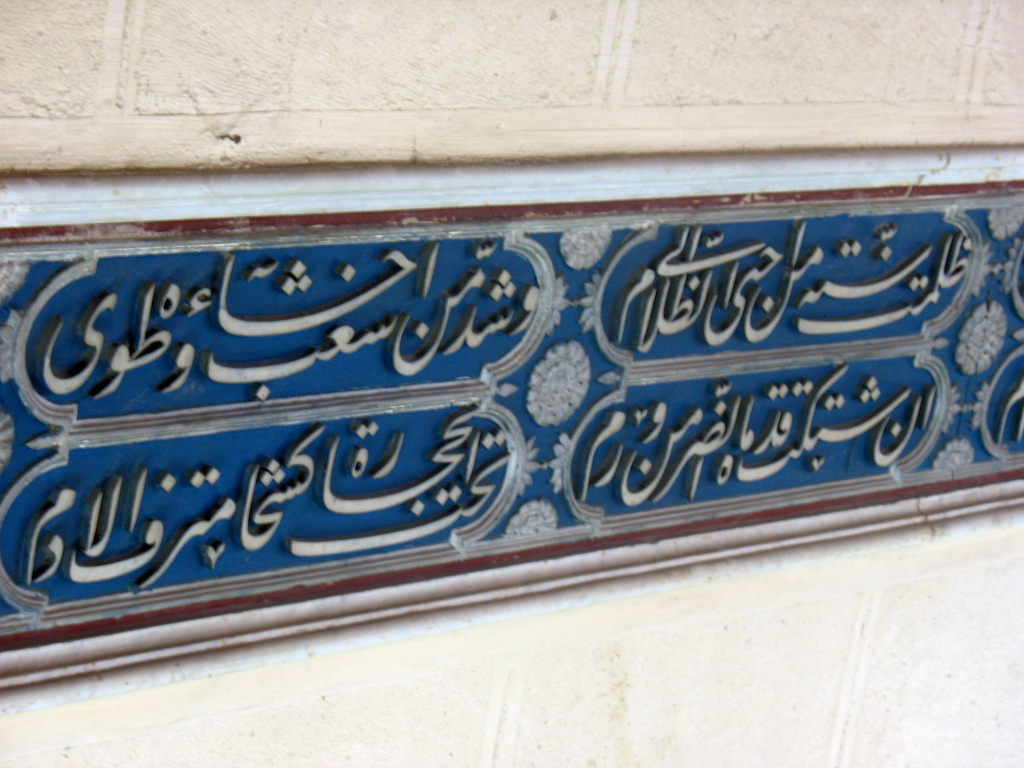
اشعاری از قصیده بردة که بر دیوار اسکندریه منقش است

این قصیده، در ده فصل انشاء شده که به ترتیب عبارتند از:
- فصل اول: فی الغزل وشکوی الغرام
- فصل دوم: فی التحذیر من هوی النفس
- فصل سوم: فی مدح سید المرسلین
- فصل چهارم: فی مدح مولده
- فصل پنجم: فی معجزاته
- فصل ششم: فی شرف القرآن ومدحه
- فصل هفتم: فی إسرائه ومعراجه
- فصل هشتم: فی جهاد النبی
- فصل نهم: فی التوسل بالنبی
- فصل دهم: فی المناجاة وعرض الحاجات

## الهام گرفتگان از قصیده برده
بسیاری از شعراء و ادباء از قصیده بردة بوصیری الهام گرفته‌اند؛ مشهورترین آنها، احمد شوقی است که در مطلع آن سروده‌است:
| ریم علی القاع بین البان والعلم  |  | احل سفک دمی فی الأشهر الحرم       |
| رمی القضاء بعینی جؤذر اسدا      |  | یا ساکن القاع ادرک ساکن الاجم     |
| لما رنا حدثتنی النفس قائلة:     |  | یا ویح جنبک بالسهم المصیب رمی     |
| جحدتها وکتمت السهم فی کبدی      |  | جرح الاحبة عندی غیر ذی الم        |
| رزقت اسمح ما فی الناس من خلق    |  | اذا رزقت التماس العذر فی الشیم    |
| یا لائمی فی هواه والهوی قدر     |  | لو شفک الوجد لم تعذل ولم تلم      |
| لقد انلتک اذنا غیر واعیة        |  | ورب منصت والقلب فی صمم            |
| یا ناعس الطرف لا ذقت الهوی ابدا |  | اسهرت مضناک فی حفظ الهوی فنم      |
| افدیک آلفا ولا الو الخیال فدا   |  | اغراک بالبخل من اغراه بالکرم      |
| سری فصادف جرحا دامیا فاسا       |  | ورب فضل علی العشاق للحلم          |
| من الموائس بانا بالربی وقنا     |  | اللاعبات بروحی السافحات دمی       |
| السافرات کامثال البدور ضحا      |  | یغرن شمس الضحی بالحلی والعصم      |
| القاتلات باجفان بها سقم         |  | وللمنیة اسباب من السقم            |
| العاثرات بالباب الرجال          |  | وقد اقلن من عثرات الدل فی الرسم   |
| المضرمات خدودا اسفرت وجلت       |  | عن فتنة تسلم الاکباد للضرم        |
| الحاملات لواء الحسن مختلفا      |  | اشکاله وهو فرد غیر منقسم          |
| من کل بیضاء او سمراء زینتا      |  | للعین والحسن فی الارام کالعصم     |
| یرعن للبصر السامی ومن عجب       |  | اذا اشرن اسرن اللیث بالعنم        |
| وضعت خدی وقسمت الفؤاد ربی       |  | یرتعن فی کنس منه وفی اکم          |
| یا بنت ذا اللبد المحمی جانبه    |  | القاک فی الغاب ام القاک فی الاطم؟ |
| ما کنت اعلم حتی عن مسکنه        |  | ان المنی والمنایا مضرب الخیم      |
| من انبت الغصن من صمصامة ذکر؟    |  | واخرج الریم من ضرغامة قرم؟        |
| بینی وبینک من سمر القنا حجب     |  | ومثلها عفة عذریة العصم            |
| لم آغشی مغناکک إلا فی غضون کری  |  | مغناک ابعد للمشتاق من ارم         |

و همچنین شاعر معاصر تمیم برغوثی از این شعر الهام گرفته و ۲۰۰ بیت شعر سروده‌است، از جمله:
| لَولا الهَوَی لَمْ نَکُنْ نُهدِی ابْتِسَامَتَنَا |  | لِکُلِّ من أَوْرَثُونا الهَمَّ والکَمَدَا   |
| وَلا صَبَرْنَا عَلَی الدُّنْیَا وَأَسْهُمُها     |  | قَبْلَ الثِّیابِ تَشُقُّ القَلْبَ والکَبِدَا  |
| ضَاقَتْ بِمَا وَسِعَتْ دُنْیاکَ وَاْمْتَنَعَتْ      |  | عَنْ عَبْدِهَا وَسَعَتْ نَحوَ الذی زَهِدَا   |
| یا نَفْسُ کُونِی مِنَ الدُّنْیَا عَلَی حَذَرٍ    |  | فَقَدْ یَهُونُ عَلَی الکَذَّابِ أَنْ یَعِدَا   |
| وَلْتُقْدِمِی عِنْدَمَا تَدْعُوکِ أَنْ تَجِلِی      |  | فَالخَوْفُ أَعْظَمُ مِنْ أَسْبَابِهِ نَکَدَا    |
| لْتَفْرَحِی عِنْدَمَا تَدْعُوکِ أَنْ تَجِدِی       |  | فِإنَّهَا لا تُسَاوِی المَرْءَ أَنْ یَجِدَا  |
| وَلْتَعْلَمِی أَنَّهُ لا بَأْسَ لَوْ عَثَرَتْ       |  | خُطَی الأکارمِ حَتَّی یَعرِفُوا السَّدَدَا |
| ولا تَکُونِی عَنِ الظُلام راضِیَةً        |  | وَإنْ هُمُو مَلَکُوا الأَیْفَاعَ وَالوَهَدا |
| وَلْتَحْمِلِی قُمْقُمَاً فی کُلِّ مَمْلَکَةٍ        |  | تُبَشِّرِینَ بِهِ إِنْ مَارِدٌ مَرَدَا        |
| وَلْتَذْکُرِی نَسَبَاً فی الله یَجْمَعُنَا      |  | بِسَادَةٍ مَلأُوا الدُّنْیَا عَلَیْکِ نَدَی   |
| فِدَاً لَهُمْ کُلُّ سُلْطَانٍ وَسَلْطَنَةٍ          |  | وَنَحْنُ لَوْ قَبِلُونَا أَنْ نَکُونَ فِدَا    |
| عَلَی النَّبِیِّ وَآلِ البَیْتِ والشُّهَدَا      |  | مَوْلایَ صَلِّ وَسَلِّمْ دَائِمَاً أَبَدَا      |

## شرح قصیده
بر قصیده بردة شروح بسیاری نگاشته شده‌است که قابل اعتناترین آنها عبارتند از:
- شهاب‌الدین قسطلانی: متوفی ۹۲۳ ه‍. ق، و نام شرحش «البردة الأنوار المُضیة فی شرح الکواکب الدُریة»
- جلال‌الدین محلی: متوفی ۸۶۴ ه‍.ق صاحب کتاب «تفسیر الجلالین» و کتاب «شرح الورقات فی أصول الفقه»
- بدرالدین زرکشی: صاحب کتاب «البرهان فی علوم القرآن» متوفی ۷۹۴ ه‍.ق
- خالد الأزهری: مؤلف کتاب «موصل الطلاب إلی قواعد الإعراب» متوفی ۹۰۵ ه‍.ق
- ابراهیم باجوری: صاحب کتاب «شرح جوهرة التوحید» متوفی ۱۲۷۶ ه‍.ق
- ابن هشام حنبلی: متوفی ۷۶۱ ه‍.ق که شرحی لغوی بر قصیده بردة به نام «الکواکب الدریة» نگارش کرده
- محمد بن أحمد ابن مرزوق تلمسانی: صاحب کتاب «مفتاح الوصول إلی بناء الفروع علی الاصول» متوفی ۸۴۲ ه‍.ق
- ابن عماد حنبلی: صاحب کتاب «شذرات الذهب» متوفی ۸۰۸ ه‍.ق
- زکریا أنصاری: متوفی ۹۲۶ ه‍.ق که نام شرحش «الزبدة الرائقة فی شرح البردة الفائقة» است
- محمدعلی بن علاَّن صدّیقی مکی: که شرحش را «الذخر والعدة فی شرح البردة» نامیده‌است
- ابن صائغ: متوفی ۷۷۶ ه‍.ق
- علاءالدین بسطامی: متوفی ۸۷۵ ه‍.ق
- محمد بن عبدالله بن مرزوق مالکی مغربی: متوفی ۷۸۱ ه‍.ق
- قاضی بحر بن رئیس هارونی مالکی
- علی قصانی: متوفی ۸۹۱ ه‍.ق
- ابن حجر هیتمی: که نام شرحش «عمدة فی شرح البردة» است

### معاصرین
- عمر عبدالله کامل: نام شرحش «البلسم المریح من شفاء القلب الجریح» است
- محمد عبدالله یعقوب حسینی: نام شرحش «الشرح الفرید فی بردة النبی الحبیب» است
- محمد أختررضاخان الأزهری حنفی قادری: نام شرحش «الفردة فی شرح البردة» است

## نقدها
برخی از علماء تندروی سلفی به قصیده بردة بوصیری نقدهایی وارد کرده‌اند و معتقند که بوصیری دچار درجه‌ای از شرک شده‌است. از مشهورترین این منتقدین محمد بن عبدالوهاب و محمدناصرالدین آلبانی و عبدالعزیز بن باز و عبدالرحمن بن حسن آل شیخ است.